# Palaquium pinnatinervium
Palaquium pinnatinervium är en tvåhjärtbladig växtart som beskrevs av Adolph Daniel Edward Elmer. Palaquium pinnatinervium ingår i släktet Palaquium och familjen Sapotaceae. Inga underarter finns listade i Catalogue of Life.